# Uludere
Uludere (Qilaban en kurde) est une ville et un district de la province de Şırnak dans la région de l'Anatolie du sud-est en Turquie.

## Géographie
Le district s'étend sur 825 km2. Il possède 56 km de frontières avec l'Irak. Le terrain est montagneux et accidenté.
La ville d'Uludere est située à 1 230 m d'altitude. Le point le plus élevé du district est la crête de la Kêla Meme (« La stèle de Mem »), qui culmine à 3 200 m.

### Population
95 % de la population du district est rattachée à la tribu kurde des Goyî. Les 5 % restant affirment être affiliés à celle des Sindî.
Suivant les données du recensement de 2016, la ville compte 7 118 habitants, tandis que la totalité du district atteint 41 680 habitants.

## Histoire
Pendant longtemps, la région dépend du district de Beytüşşebap. Le 27 juin 1956, le bourg d'Uludere devient le chef-lieu d'un nouveau district. Le district est rattaché à la province de Siirt, puis à celle de Hakkari. En mai 1990, lorsque la ville de Șirnak devient le chef-lieu d'une nouvelle province, le district d'Uludere lui est rattaché.

### La guerre et l'exode massif (1990-1994)
La population du district d'Uludere va souffrir tout particulièrement dans les années 1990. En effet, la région, pauvre, rurale et montagnarde, peuplée totalement de Kurdes marqués par la tradition orale du Botan, située à la frontière avec le Kurdistan irakien, forme un terrain favorable à la lutte armée menée à partir de 1984 par le Parti des travailleurs du Kurdistan (PKK). Mais les méthodes de la « lutte anti-terroriste » de l'armée turque, basées sur la théorie du « assécher le marais pour tuer le poisson », vont être appliquées de manière systématique dans la région, entraînant une désertification d'une grande partie du district à partir de 1990. Au cours de l'hiver 1989-1990, 250 des 300 habitants du village d'Aloş (Kayadibi) fuient la répression dans de dures conditions climatiques et se réfugient de l'autre côté de la frontière. D'autre villages sont évacués directement par l'armée, comme Şiriş, le 22 mai 1990. En 1992-1993, alors que le Kurdistan de Turquie est secoué par des soulèvements urbains, les serhildan, la répression redouble dans les régions rurales. Les habitants d'autres villages d'Uludere, comme Zıraviki (İnceler), Nerwe (Taşdelen), Bılehe (Işıkveren) et Şıwed passent la frontière et s'installent dans la région de Zaxo. Mais c'est en mars et avril 1994 que la région va subir le plus grand exode de son histoire. Alors que les affrontements entre l'armée et les combattants du PKK redoublent, l'armée détruit l'une après l'autre les maisons des paysans refusant de devenir « gardiens de village » (Geçici köy korucu). Une partie d'entre eux se réfugient d'abord dans le bourg d'Uludere, avant de partir pour la ville de Van, Diyarbakir, ou pour les métropoles turques. Mais plusieurs milliers d'habitants de tout âge entament un périple à travers les montagnes avoisinantes, pour finir par franchir les cols enneigés et arriver au Kurdistan irakien, dans la région du Behdinan. L'hostilité du Parti démocratique du Kurdistan d'Irak, qui voit dans cette nouvelle population une menace pour sa mainmise sur le Behdinan, les amènera à se regrouper dans les camps d'Atruş, puis dans celui de Maxmur.

### Le massacre d'Uludere ou massacre de Roboskî (2011)
Le soir du 30 décembre 2011, 35 paysans du village de Roboskî, dépendant d'Uludere, sont tués par des frappes aériennes de l’armée turque. Les victimes, en majorité de très jeunes gens, se trouvent en territoire irakien au moment des faits, formant un convoi muletier de contrebande, pratique répandue dans la région, et connue des autorités civiles et militaires turques.
Selon la version officielle, les avions de chasse auraient pris les contrebandiers pour une unité de combattants du Parti des travailleurs du Kurdistan. Toutefois, l'émotion dans l'opinion publique et le monde politique est grande. En effet, le bilan humain très lourd de 35 morts est en réalité l’un des bilans journaliers de victimes civiles les plus élevés, depuis le début du mouvement armé de rébellion dans le sud-est de la Turquie, en 1984. Devant l’ampleur de l’émotion provoquée, alors même qu’avaient lieu les obsèques des victimes, l'état-major, le premier ministre et le président de la République en personne ont présenté leurs condoléances aux familles.